# فرانکلین پارک (فلوریدا)
فرانکلین پارک (به انگلیسی: Franklin Park) یک منطقهٔ مسکونی در ایالات متحده آمریکا است که در شهرستان براوارد، فلوریدا واقع شده‌است. فرانکلین پارک ۰٫۲ کیلومتر مربع مساحت و ۸۶۰ نفر جمعیت دارد.